# کریستین باتوکیو
کریستین باتوکیو (ایتالیایی: Cristian Battocchio؛ زادهٔ ۱۰ فوریهٔ ۱۹۹۲ زاده آرژانتین) بازیکن فوتبال اهل ایتالیا است.

## باشگاهی
از باشگاه‌هایی که در آن بازی کرده‌است می‌توان به باشگاه فوتبال ویرتوس انتلا، باشگاه فوتبال اودینزه، باشگاه فوتبال استاد برستوا ۲۹، باشگاه فوتبال اونیورسیداد ناسیونال، و باشگاه فوتبال واتفورد اشاره کرد.

## تیم ملی
وی همچنین در تیم‌های ملی فوتبال زیر ۲۰ سال ایتالیا و زیر ۲۱ سال ایتالیا بازی کرده‌است.